# Всеросійські установчі збори
Всеросі́йські устано́вчі збо́ри (рос. Всероссийское учредительное собрание; за тогочасним правописом: Всеросійське Учредительне зібрання) — виборна представницька установа (Установчі збори), на яку різними політичними силами Російської республіки покладалось завдання остаточного вирішення питання про державний устрій Росії після ліквідації монархії.
З ідеєю Установчих зборів Тимчасовий уряд пов'язував сподівання на стабілізацію — в своїх інтересах — політичної обстановки, зміцнення своєї влади. Водночас, вказуючи на перспективу Установчих зборів, уряд О. Ф. Керенського всіляко зволікав з відповіддю про автономію України. 

## Вибори до установчих зборів
Ще після жовтневого перевороту, коли владу фактично захопили більшовики, було вирішено все-таки проводити вибори до Всеросійський Установчих Зборів, як це і було заплановано Тимчасовим урядом. По Росії більшовики отримали 22% голосів, в Україні — 10,5.

## Перебіг
Установчі збори були скликані 5 січня 1918 року, в умовах, коли владу у Петрограді вже захопили більшовики, яким вдалося очолити проведення Другого Всеросійського з'їзду Рад робітничих і солдатських депутатів і утворити пробільшовицький уряд — Раду народних комісарів Російської республіки.
О 10 годині 5 січня 1918 року Установчі Збори розпочали роботу.
Першим питанням, на якому почався конфлікт, було питання про те, хто ж відкриє збори? Однак незважаючи на конфліктність, роботу збори все-таки розпочали. 
Більшовики, які були в меншості, запропонували прийняти програмний документ «Декларація прав трудящих і експлуатованих». Отримавши відмову, вони залишили залу засідань, давши вказівку охороні випускати всіх охочих, але назад вже нікого не впускати. 
Установчі збори прийняли Резолюцію про демократичний мир .
Збори пропрацювали до самого ранку наступного дня, коли начальник охорони Железняков попросив: «Панове, розходьтеся! Варта втомилася!» («Господа, расходитесь! Караул устал!»). 
Цього ж дня, вже 6 січня 1918 року, більшовицький уряд оголосив про розпуск представницьких Всеросійських установчих зборів, які, по-суті, проіснували лише добу. 
До розпуску Зборів Росія ще мала альтернативу свого розвитку: або Ради, або нова Конституція, після ж розпуску ця альтернатива була втрачена і країна почала скочуватися до громадянської війни.